# Haploa triangularis
Haploa triangularis är en fjärilsart som beskrevs av Smith 1899. Haploa triangularis ingår i släktet Haploa och familjen björnspinnare. Inga underarter finns listade i Catalogue of Life.